# Верпепо
Верпепо, Вереб — річка в Україні, у Чернігівському районі Чернігівської області. Права притока Десни (басейн Дніпра).

## Опис
Довжина річки приблизно 33,6 км.

## Притоки
- Балин (права).

## Розташування
Бере початок біля Левковичів. Тече переважно на південний захід і на північному заході від Ладинки впадає у річку Десну, ліву притоку Дніпра.
Населені пункти вздовж берегової смуги: Михайло-Коцюбинське, Мажугівка, Якубівка, Слабин. 
Річку перетинають автомобільні дороги Р56 Р69.